# Renovación (Transnistria)
Renovación (Ruso: Обновление o Obnovleniye) es un partido político de centro-derecha de la autoproclamada República de Transnistria, considerado el partido opositor de más larga trayectoria.
Fue fundado como una ONG política en el año 2000, otorgándosele el estatus de partido político para las elecciones locales celebradas el 27 de marzo de 2005, donde ganó la mayoría de los escaños.
En las elecciones legislativas del 10 de diciembre de ese año, obtuvo 7 de los 43 escaños disponibles. Fue completamente registrado como partido en junio de 2006.
En las elecciones de 2010 reforzó su mayoría, consiguiendo 25 escaños, mientras que en las elecciones presidenciales de 2011, el diputado Anatoliy Kaminski se presentó como candidato a jefe de Estado, accediendo al balotaje, pero siendo derrotado en segunda vuelta por Yevgeny Shevchuk.
Actualmente, tienen la mayoría en el Consejo Supremo de Transnistria con 33 escaños.

## Resultados electorales

### Elecciones presidencialistas
|  | 26.95 % |

|  | 20.07 % |

|  | 63.92 % |

|  | 87.04 % |

a Independiente, apoyó al candidato.

### Elecciones parlamentarias
| Año  | Escaños | +/- |
| ---- | ------- | --- |
| 2000 | 7/43    |     |
| 2005 | 23/43   | 16  |
| 2010 | 25/43   | 2   |
| 2015 | 35/43   | 10  |
| 2020 | 29/33   | 6   |